# Fodbold under sommer-OL 1960
Fodboldturneringen under sommer-OL 1960 blev afholdt i Rom og seks andre byer i Italien fra 26. august til 10. september. Turneringen havde deltagelse af 16 hold fra fire kontinentale forbund. De 16 hold blev for første gang i OL-historien inddelt i fire grupper, og der blev spillet alle-mod-alle i hver af disse. Derefter gik vinderne af hver gruppe videre til semifinalerne, hvorfra vinderne gik i finalen, hvor guld- og sølvmedaljerne blev fordelt. Der blev kun afholdt turnering for mænd.
Den olympiske turnering blev vundet af Jugoslavien, som besejrede Danmark i finalen med 3–1. Finalepladsen er et af det danske landsholds bedste resultater gennem historien, og holdet bag er kendt i Danmark som "Sølvholdet".

## Resultater
| Rom                      | Stadio Flaminio Stadio Comunale Stadio Olimpico Comunale Stadio Ardenza Stadio Adriatico Stadio Comunale Stadio FuorigrottaFodbold under sommer-OL 1960 (Italien) | Firenze           |
| ------------------------ | --- | ----------------- |
| Stadio Flaminio          | Stadio Flaminio Stadio Comunale Stadio Olimpico Comunale Stadio Ardenza Stadio Adriatico Stadio Comunale Stadio FuorigrottaFodbold under sommer-OL 1960 (Italien) | Stadio Comunale   |
| Kapacitet: 32.000        | Stadio Flaminio Stadio Comunale Stadio Olimpico Comunale Stadio Ardenza Stadio Adriatico Stadio Comunale Stadio FuorigrottaFodbold under sommer-OL 1960 (Italien) | Kapacitet: 47.920 |
|                          | Stadio Flaminio Stadio Comunale Stadio Olimpico Comunale Stadio Ardenza Stadio Adriatico Stadio Comunale Stadio FuorigrottaFodbold under sommer-OL 1960 (Italien) |                   |
| Grosseto                 | Stadio Flaminio Stadio Comunale Stadio Olimpico Comunale Stadio Ardenza Stadio Adriatico Stadio Comunale Stadio FuorigrottaFodbold under sommer-OL 1960 (Italien) | Livorno           |
| Stadio Olimpico Comunale | Stadio Flaminio Stadio Comunale Stadio Olimpico Comunale Stadio Ardenza Stadio Adriatico Stadio Comunale Stadio FuorigrottaFodbold under sommer-OL 1960 (Italien) | Stadio Ardenza    |
| Kapacitet: 10.200        | Stadio Flaminio Stadio Comunale Stadio Olimpico Comunale Stadio Ardenza Stadio Adriatico Stadio Comunale Stadio FuorigrottaFodbold under sommer-OL 1960 (Italien) | Kapacitet: 19.238 |
|                          | Stadio Flaminio Stadio Comunale Stadio Olimpico Comunale Stadio Ardenza Stadio Adriatico Stadio Comunale Stadio FuorigrottaFodbold under sommer-OL 1960 (Italien) |                   |
| Pescara                  | Napoli | L'Aquila          |
| Stadio Adriatico         | Stadio Fuorigrotta | Stadio Comunale   |
| Kapacitet: 24.400        | Kapacitet: 60.240 | Kapacitet: 9.285  |
|                          | |                   |

## Kvalifikation
Ved legene deltog 16 lande; Italien var som værtsland automatisk deltager.
| Kvalifikations-turnering | Pladser | Antal hold i kvalifikation | Kvalificeret                                                       |
| ------------------------ | ------- | -------------------------- | ------------------------------------------------------------------ |
| Værtsnation              | 1       | 1                          | Italien                                                            |
| Europa                   | 7       | 22                         | Danmark Polen Bulgarien Jugoslavien Storbritannien Frankrig Ungarn |
| Amerika                  | 3       | 10                         | Argentina Peru Brasilien                                           |
| Afrika                   | 2       | 9                          | Tunesien Forenede Arabiske Republik                                |
| Asien                    | 2       | 8                          | Republikken Kina Indien                                            |
| Mellemøsten              | 1       | 3                          | Tyrkiet                                                            |
| Total                    | 16      |                            |                                                                    |

1. ↑  Forenede Arabiske Republik var en politisk union mellem Egypten og Syrien; den eksisterede i perioden 1958-1961.

## Indledende kampe
Gruppevinderne gik videre til semifinalerne.

### Gruppe A
| Hold                       | Kampe | V | U | T | MS | MI | MF | Point |
| -------------------------- | ----- | - | - | - | -- | -- | -- | ----- |
| Jugoslavien                | 3     | 2 | 1 | 0 | 13 | 4  | +9 | 5     |
| Bulgarien                  | 3     | 2 | 1 | 0 | 8  | 3  | +5 | 5     |
| Forenede Arabiske Republik | 3     | 0 | 1 | 2 | 4  | 11 | –7 | 1     |
| Tyrkiet                    | 3     | 0 | 1 | 2 | 3  | 10 | –7 | 1     |

| 26. august 1960 |

| Bulgarien                   | 3-0 | Tyrkiet |
| --------------------------- | --- | ------- |
| Diev 13', 58' · Hristov 67' |     |         |

| Stadio Olimpico Communale, Grosseto Tilskuere: 3.000 Dommer: Cesare Jonni (Italien) |

| 26. august 1960 |

| Jugoslavien                                                           | 6-1 | Forenede Arabiske Republik |
| --------------------------------------------------------------------- | --- | -------------------------- |
| Rifai 20' (s.m.) · Galić 30' (str.) · Kostić 32', 61', 63' · Knez 49' |     | Attia 72' ·                |

| Stadio Adriatico, Pescara Dommer: Reginald Leafe (Storbritannien) |

| 29. august 1960 |

| Bulgarien               | 2-0 | Forenede Arabiske Republik |
| ----------------------- | --- | -------------------------- |
| Naydenov 42' · Diev 88' |     |                            |

| Stadio Tommaso Fattori, L'Aquila Tilskuere: 3.500 Dommer: Leo Helge (Danmark) |

| 29. august 1960 |

| Jugoslavien                            | 4-0 | Tyrkiet |
| -------------------------------------- | --- | ------- |
| Kostić 10', 89' · Galić 46' · Knez 61' |     |         |

| stadio Communale, Firenze Dommer: Vincenzo Orlandinu (Italien) |

| 1. september 1960 |

| Forenede Arabiske Republik | 3-3 | Tyrkiet                                   |
| -------------------------- | --- | ----------------------------------------- |
| Attia 10' · Qotb 58', 65'  |     | Tarhan 15' · Köken 30' · Yalçınkaya 69' · |

| Stadio Flaminio, Livorno Dommer: Lucien van Nuffel (Belgien) |

| 1. september 1960 |

| Jugoslavien         | 3-3 | Bulgarien                          |
| ------------------- | --- | ---------------------------------- |
| Galić 50', 57', 69' |     | Kovachev 59' · Debarski 81', 89' · |

| Stadio Flaminio, Rom Dommer: Cesare Jonni (Italien) |

### Gruppe B
| Hold             | Kampe | V | U | T | MS | MI | MF | Point |
| ---------------- | ----- | - | - | - | -- | -- | -- | ----- |
| Italien          | 3     | 2 | 1 | 0 | 9  | 4  | +5 | 5     |
| Brasilien        | 3     | 2 | 0 | 1 | 10 | 6  | +4 | 4     |
| Storbritannien   | 3     | 1 | 1 | 1 | 8  | 8  | 0  | 3     |
| Republikken Kina | 3     | 0 | 0 | 3 | 3  | 12 | −9 | 0     |

| 26. august 1960 |

| Brasilien                                 | 4-3 | Storbritannien               |
| ----------------------------------------- | --- | ---------------------------- |
| Gérson 2' · Kina 61', 72' · Wanderley 64' |     | Brown 32', 87' · Lewis 47' · |

| Stadio di Ardenza, Livorno Dommer: Josef Kandlbinder (Vesttyskland) |

| 26. august 1960 |

| Italien                                      | 4-1 | Republikken Kina   |
| -------------------------------------------- | --- | ------------------ |
| Rivera 10', 33' · Fanelli 49' · Tomeazzi 67' |     | Mok Chun Wah 29' · |

| Stadio San Paolo, Napoli Dommer: Leo Helge (Danmark) |

| 29. august 1960 |

| Brasilien                            | 5-0 | Republikken Kina |
| ------------------------------------ | --- | ---------------- |
| Gérson 13', 16', 47' · Dias 73', 87' |     |                  |

| Stadio Flaminio, Rom Dommer: E. Ehrlich (Jugoslavien) |

| 29. august 1960 |

| Italien          | 2-2 | Storbritannien          |
| ---------------- | --- | ----------------------- |
| Rossano 11', 55' |     | Brown 23' · Hasty 75' · |

| Stadio Flaminio, Rom Dommer: Lucien Van Nuffel (Belgien) |

| 1. september 1960 |

| Italien                       | 3-1 | Brasilien |
| ----------------------------- | --- | --------- |
| Rivera 69' · Rossano 70', 86' |     | Didi 4' · |

| Stadio Communale, Firenze Dommer: Pierre Schwinte (Frankrig) |

| 1. september 1960 |

| Storbritannien                    | 3-2 | Republikken Kina         |
| --------------------------------- | --- | ------------------------ |
| Lewis 35' · Brown 58' · Hasty 85' |     | Yiu Cheuk Yin 70', 88' · |

| Stadio Olimpico Communale, Grosseto Dommer: Josef Kandlbinder (Vesttyskland) |

### Gruppe C
| Hold      | Kampe | V | U | T | MS | MI | MF | Point |
| --------- | ----- | - | - | - | -- | -- | -- | ----- |
| Danmark   | 3     | 3 | 0 | 0 | 8  | 4  | +4 | 6     |
| Argentina | 3     | 2 | 0 | 1 | 6  | 4  | +2 | 4     |
| Polen     | 3     | 1 | 0 | 2 | 7  | 5  | +2 | 2     |
| Tunesien  | 3     | 0 | 0 | 3 | 3  | 11 | −8 | 0     |

| 26. august 1960 21:00 |

| Danmark                            | 3-2 | Argentina                   |
| ---------------------------------- | --- | --------------------------- |
| Sørensen 31' · H. Nielsen 46', 85' |     | Oleniak 20' · Bilardo 88' · |

| Stadio Flaminio, Rom Tilskuere: 8.000 Dommer: Liverani (Italien) |

| 26. august 1960 |

| Polen                                      | 6-1 | Tunesien    |
| ------------------------------------------ | --- | ----------- |
| Pohl 7', 40', 42', 84', 89' · Hachorek 67' |     | Kerrit 3' · |

| Dommer: Lo Bello (Italien) |

| 29. august 1960 21:00 |

| Danmark                       | 2-1 | Polen         |
| ----------------------------- | --- | ------------- |
| H. Nielsen 15' · Pedersen 86' |     | Gadecki 62' · |

| Stadio Ardenza, Livorno Tilskuere: 3.700 Dommer: Lo Bello (Italien) |

| 29. august 1960 |

| Argentina        | 2-1 | Tunesien     |
| ---------------- | --- | ------------ |
| Oleniak 15', 82' |     | Kerrit 25' · |

| Pescara Dommer: Szolt (Ungarn) |

| 1. september 1960 |

| Argentina               | 2-0 | Polen |
| ----------------------- | --- | ----- |
| Oleniak 38' · Pérez 65' |     |       |

| Napoli Tilskuere: 10.000 Dommer: S. Garan (Tyrkiet) |

| 1. september 1960 16:00 |

| Danmark                              | 3-1 | Tunesien     |
| ------------------------------------ | --- | ------------ |
| F. Nielsen 24' · H. Nielsen 27', 88' |     | Chérif 48' · |

| Stadio Communale, L'Aquila Tilskuere: 2.000 Dommer: Campanati (Italien) |

### Gruppe D
| Hold     | Kampe | V | U | T | MS | MI | MF | Point |
| -------- | ----- | - | - | - | -- | -- | -- | ----- |
| Ungarn   | 3     | 3 | 0 | 0 | 15 | 6  | +9 | 6     |
| Frankrig | 3     | 1 | 1 | 1 | 3  | 9  | -6 | 3     |
| Peru     | 3     | 1 | 0 | 2 | 6  | 9  | −3 | 2     |
| Indien   | 3     | 0 | 1 | 2 | 3  | 6  | −3 | 1     |

| 26. august 1960 |

| Frankrig                   | 2-1 | Peru       |
| -------------------------- | --- | ---------- |
| Giamarchi 67' · Quédec 90' |     | Uribe 1' · |

| Firenze Dommer: Erlich (Jugoslavien) |

| 26. august 1960 |

| Ungarn                  | 2-1 | Indien        |
| ----------------------- | --- | ------------- |
| Göröcs 23' · Albert 56' |     | Balaram 79' · |

| L'Aquila Dommer: Ben Said (Tunesien) |

| 29. august 1960 |

| Frankrig    | 1-1 | Indien         |
| ----------- | --- | -------------- |
| Coinçon 82' |     | Banerjee 79' · |

| Stadio Olimpico Comunale, Grosseto Dommer: Morgan (Canada) |

| 29. august 1960 |

| Ungarn                                                     | 6-2 | Peru               |
| ---------------------------------------------------------- | --- | ------------------ |
| Albert 17', 87' · Rákosi 27' · Göröcs 33' · Dunai 46', 63' |     | Ramírez 25', 79' · |

| Napoli Dommer: Bonetto (Italien) |

| 1. september 1960 |

| Peru                         | 3-1 | Indien       |
| ---------------------------- | --- | ------------ |
| Nieri 27', 53' · Iwasaki 85' |     | Balaram 8' · |

| Pescara Dommer: Imam (Forenede Arabiske Republik) |

| 1. september 1960 |

| Ungarn                                                  | 7-0 | Frankrig |
| ------------------------------------------------------- | --- | -------- |
| Albert 12', 85' · Göröcs 34', 59', 77' · Dunai 41', 79' |     |          |

| Rom Dommer: 9rlandini (Italien) |

## Slutspil

### Semifinaler
| 5. september 1960 |

| Italien       | 1-1 (e.f.s.) | Jugoslavien  |
| ------------- | ------------ | ------------ |
| Tumburus 109' |              | Galić 107' · |

| Napoli Dommer: Kandlbinder (Vesttyskland) |

Jugoslavien gik i finalen efter lodtrækning.
| 6. september 1960 |

| Danmark                      | 2-0 | Ungarn |
| ---------------------------- | --- | ------ |
| H. Nielsen 19' · Enoksen 81' |     |        |

| Rom Tilskuere: 10.000 Dommer: Leafe (Storbritannien) |

Det ungarske hold var storfavoritter i kampen, da de sikkert havde vundet deres indledende gruppe med målscorer 15-2. Danskerne havde imidlertid vundet en træningskamp mod ungarerne kort inden OL, men det var i København. Danskerne kom godt i gang i semifinalen, og den ganske unge Harald Nielsen scorede efter 19 minutter, og de ungarske angribere blev presset hårdt af det danske forsvar. Pausestillingen var 1-0, og i 2. halvleg blev der dømt to straffespark, som fik stor betydning. Først blev Henning Enoksen nedlagt, så Danmark fik chancen for at øge føringen. Flemming Nielsen skulle sparke, men blev i tilløbet i tvivl om, hvor han skulle placere bolden, og resultatet blev, at han skød forbi mål. 
Kort efter blev Ungarns Gyula Rákosi nedlagt i det danske straffesparksfelt, og Pal Varhidi skulle skyde. Den danske målmand, Henry From, kørte et psykologisk spil med ungareren, og gik ud til stolpen, hvor han satte sit tyggegummi fast, netop som Varhidi skulle til at skyde. Denne blev så overrasket, at han skød ukoncentreret, og From kunne redde skuddet. Ungarerne kom sig aldrig over dette "trick", og mod slutningen af kampen kunne Enoksen cementere den danske sejr med målet til 2-0.

### Bronzemedalje-kampen
| 9. september 1960 |

| Ungarn                | 2-1 | Italien        |
| --------------------- | --- | -------------- |
| Orosz 32' · Dunai 69' |     | Tomeazzi 84' · |

| Rom Dommer: Leafe (Storbritannien) |

### Finale
| 10. september 1960 |

| Jugoslavien                       | 3-1     | Danmark                 |
| --------------------------------- | ------- | ----------------------- |
| Galić 1' · Matuš 11' · Kostić 69' | Rapport | F. Nielsen 90' (str.) · |

| Rom Tilskuere: 40.000 Dommer: Lo Bello (Italien) |

Efter en overbevisende sejr over Ungarn var Danmark det ene hold i finalen. Modstanderen Jugoslavien var noget heldigt gået i finalen, idet de i semifinalen havde spillet uafgjort mod Italien efter forlænget spilletid, og på det tidspunkt afgjorde man derpå kampen ved simpel lodtrækning.
Finalen var knap nok kommet i gang, før jugoslavernes stjerne, Milan Galić bragte sit hold foran på langskud. Da Jugoslavien efter 11 minutters spil fordoblede føringen på endnu et langskud, denne gang af Željko Matuš, så det for alvor svært ud for danskerne. I et af holdets få gennemspillede angreb følte danskerne sig snydt for et straffespark, da bolden ramte en jugoslav på hånden, men dommeren nøjedes med at dømme hjørnespark, som der ikke kom noget ud af.
Kampens dramatiske højdepunkt opstod kort efter, da jugoslaverne fik en bold sparket ind mod mål fra deres højre side. Den danske målmand, Henry From, nåede ikke frem til bolden, og det gjorde angriberen Galić heller ikke, men en anden jugoslavisk spiller opfangede bolden og sparkede den i mål. Imidlertid dømte dommeren offside på Galić, som han mente havde indflydelse på spillet. Dette gjorde angriberen så ophidset, at han skældte dommeren voldsomt ud på sit eget sprog. Dommeren forstod dog nok til, at han udviste spilleren. Dette medførte, at jugoslaverne blev så utilfredse, at de truede med, at holdet ville forlade banen. De endte dog med at betænke sig, men måtte spille resten af kampen 10 mod 11 spillere.
Danskerne formåede ikke at udnytte overtallet, og midtvejs i anden halvleg øgede Jugoslaviens anfører Bora Kostić føringen til 3-0, inden Flemming Nielsen kort før kampens afslutning på et langskud reducerede til slutstillingen 3-1. For danskerne var det lidt af et antiklimaks, men siden har flere af spillerne udtryk, at holdet — trods en for den tid grundig fysisk forberedelse — simpelt hen var trætte. Jugoslaverne havde ved de foregående tre olympiske lege vundet sølvmedaljer, så for dem var guldmedaljerne en stor forløsning.

## Statistikker

### Målscorere
7 mål
- Milan Galić

6 mål
- Bora Kostić

5 mål
- Harald Nielsen
- Ernest Pohl
- Flórián Albert
- János Dunai
- János Göröcs

4 mål
- Juan Carlos Olenlak
- Gérson
- Giorgio Rossano
- Bobby Brown

3 mål
- Todor Diev
- Gianni Rivera

2 mål
- José Ricardo da Silva
- Roberto Dias
- Spiro Debarski
- Flemming Nielsen
- Raafat Attia
- Samir Qotb
- Tulsidas Balaram
- Ugo Tomeazzi
- Tomislav Knez
- Nicolas Nieri
- Alberto Ramírez
- Chuk Yin Yiu
- Paddy Hasty
- Jim Lewis
- Brahim Kerrit

1 mål
- Carlos Bilardo
- Raúl Adolfo Pérez
- Didi
- Luiz Machado da Silva
- Hristo Hristov
- Georgi Naidenov Yordanov
- Henning Enoksen
- Poul Pedersen
- Jørn Sørensen
- Gérard Coinçon
- André Giamarchi
- Yvon Quédec
- Pradip Kumar Banerjee
- Giovanni Fanello
- Paride Tumburus
- Željko Matuš
- Thomas Iwasaki
- Ángel Uribe
- Zygmunt Gadecki
- Stanisław Hachorek
- Mok Chun-wah
- Mancef Cherif
- Uğur Köken
- Bilge Tahran
- Ibrahim Yalcinkaya
- Pál Orosz
- Gyula Rákosi

Selvmål
- El Sayed Rifai (mod Jugoslavien)